# Samil
Samil est une freguesia portugaise du concelho de Bragance, avec une superficie de 10,25 km2 pour une population de 1 246 habitants (2011). 
Densité: 121,6 hab/km2.